# Сивокръст дървесен бързолет
Сивокръстият дървесен бързолет (Hemiprocne longipennis) е вид птица от семейство Качулати бързолети (Hemiprocnidae).

## Разпространение и местообитание
Разпространен е в Бруней, Индонезия, Малайзия, Мианмар, Сингапур и Тайланд.